# 95 Arethusa
95 Arethusa är en mycket stor asteroid upptäckt 23 november 1867 av den tyske astronomen R. Luther i Düsseldorf. Asteroiden har fått sitt namn efter någon inom grekisk mytologi med namnet Arethusa, men det är okänt vilken.
Den har en mörkfärgad yta bestående av enkla karbonater.
Man har observerat ockultationer av stjärnor åtminstone tre. En gång 2 februari 1989 och två gånger i januari 2003.